# Суд над стратегами
Суд над стратегами — судебный процесс в Древних Афинах над стратегами, победившими в битве при Аргинусах спартанский флот, но из-за шторма не сумевшими спасти моряков с затонувших афинских кораблей, что тогда могло считаться религиозным преступлением.

## Предшествующие события
В 406 году до н. э. афиняне отстранили стратега-автократора Алкивиада от командования и назначили вместо него десять стратегов — Конона, Диомедонта, Леонта, Перикла, Эрасинида, Аристократа, Архестрата, Протомаха, Фрасилла и Аристогена. После взятия Мефимны на Лесбосе спартанцы в результате успешных боевых действий блокировали уцелевший афинский флот под командованием Конона с моря и суши. Афиняне отправили на Лесбос большой флот под командованием восьми стратегов. Узнав о приближении противника, спартанский флотоводец Калликратид оставил у Митилены пятьдесят кораблей под началом Этеоника стеречь Конона, а сам со ста двадцатью триерами направился навстречу афинянам. В сражении афиняне одержали крупную победу, но потеряли двадцать пять кораблей вместе с экипажами.
Стратеги с основными силами двинулись в Митилену на помощь Конону, а триерархам Ферамену и Фрасибулу поручили собрать плававшие в воде трупы сограждан, чтобы предать их погребению на родине, однако разразившаяся буря помешала им это сделать. Чтобы спастись от немилости демоса, они решились действовать на опережение и либо вернулись в Афины раньше стратегов, либо каким-то образом доставили в Афины послание, обвинив стратегов в произошедшем. Тем временем Этеоник, не дожидаясь подхода афинян, отправил корабли на Хиос, а пехоту — в Мефимну, предварительно уничтожив свой лагерь. Конон, выйдя в море, соединился с афинскими кораблями, подошедшими от Аргинусских островов. Афиняне не смогли развить успех — афинский флот сначала вернулся вместе с Кононом в Митилену, затем отправился на Хиос, и, как писал Ксенофонт, «не достигнув никакого результата», отплыл на Самос.

## Судебный процесс

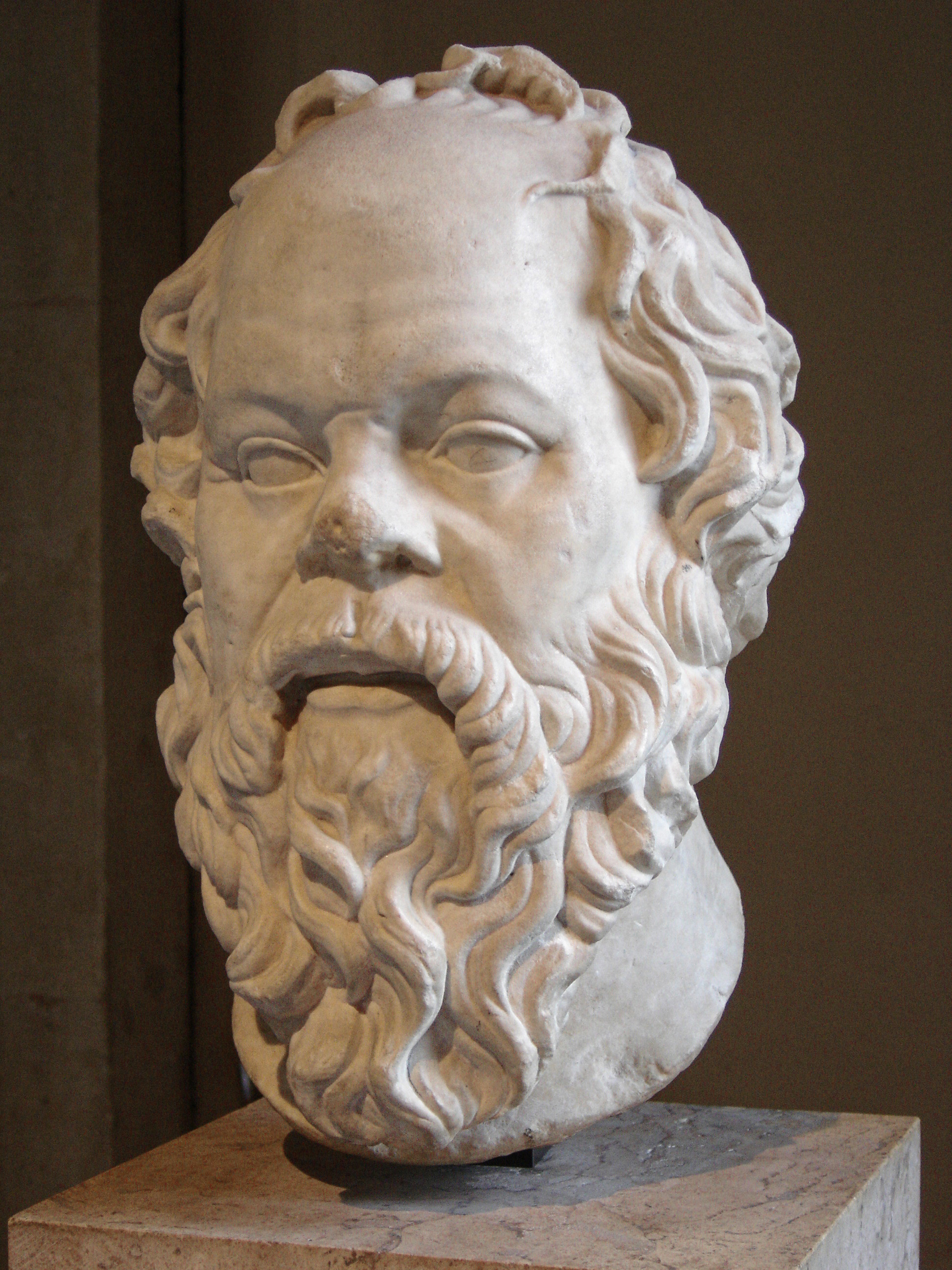
Сократ

Афиняне, судя по всему, были недовольны результатом кампании и поэтому отстранили от должностей восьмерых афинских стратегов (Перикла Младшего, Аристократа, Диомедонта, Эрасинида, Протомаха, Фрасилла, Лисия, Аристогена). Шесть стратегов вернулись в Афины, надеясь оправдаться, а двое (Протомах и Аристоген) не вернулись. Пять стратегов, вернувшихся в Афины, имели политические и семейные связи в высших афинских кругах, шестой был ранен в битве и потому не ожидал обвинения. У Протомаха и Аристогена, судя по всему, недоставало таких связей или достижений, из-за чего они и бежали.
Первоначально привлекли к суду только одного из стратегов — Эрасинида, обвинив его в финансовых преступлениях. Эрасинид по обвинению Архедема был заключён в тюрьму. Затем стратеги сделали доклад о ходе кампании в Совете. Сограждан их объяснения не удовлетворили, и остальные пятеро стратегов были тоже арестованы, а дело передано на рассмотрение народному собранию. Стратегов обвинили в неоказании помощи гибнувшим согражданам. Их «обвинял целый ряд лиц, в особенности же Ферамен». Народное собрание начало склоняться на сторону полководцев, но голосование было отложено из-за наступающей темноты. Затем на празднике Апатурий Ферамен, согласно Ксенофонту, провёл такую инсценировку: он якобы убедил одетых в траурную одежду людей предстать перед народным собранием родственниками убитых при Аргинусах сограждан. Однако такое театрализованное действо вряд ли имело место, так как легко могло раскрыться в условиях полиса, где многие граждане были знакомы друг с другом. Согласно Диодору Сицилийскому, появление людей в трауре произошло спонтанно. На следующем заседании народного собрания шесть стратегов были осуждены на смерть, несмотря на возражения Сократа, входившего в состав судей. Осуждённых стратегов сбросили в пропасть.
Впрочем, роль Ферамена в этих событиях скорее всего представлена в более негативном свете, чем на самом деле. У Ксенофонта «плохим» представлен именно Ферамен, а про роль Фрасибула в этих событиях он ничего не упоминает. Современные историки предполагают, что современники не видели ничего предосудительного в поступках Ферамена. Оратор Лисий делает нападки на Ферамена по разным причинам, но не говорит ничего о последствиях битвы при Аргинусах. Кроме того, Диодор Сицилийский писал, что стратеги первыми обвинили Ферамена и Фрасибула, отправив письма в Афины.
Это была последняя победа афинян в Пелопоннесской войне. Несправедливое осуждение стратегов-победителей на смерть, постоянные обвинения военачальников и должностных лиц в подкупе привели к окончательному падению дисциплины в афинском флоте и всеобщему разброду, что не замедлило сказаться в ближайшем будущем. В следующем году афинский флот был полностью уничтожен при Эгоспотамах, что и предопределило окончательное поражение Афин в Пелопоннесской войне.